# Артур Собєх
Артур Собєх (пол. Artur Sobiech; нар. 12 червня 1990, Руда-Шльонська, Польща) — польський футболіст, нападник. Нині виступає за клуб «Лех» (Познань).

## Досягнення
- Володар Кубка Польщі (1):

«Лехія» (Гданськ): 2019
- Володар Суперкубка Польщі (1):

«Лехія» (Гданськ): 2019
- Чемпіон Польщі (1):

«Лех»: 2022